# James S. T. Stranahan

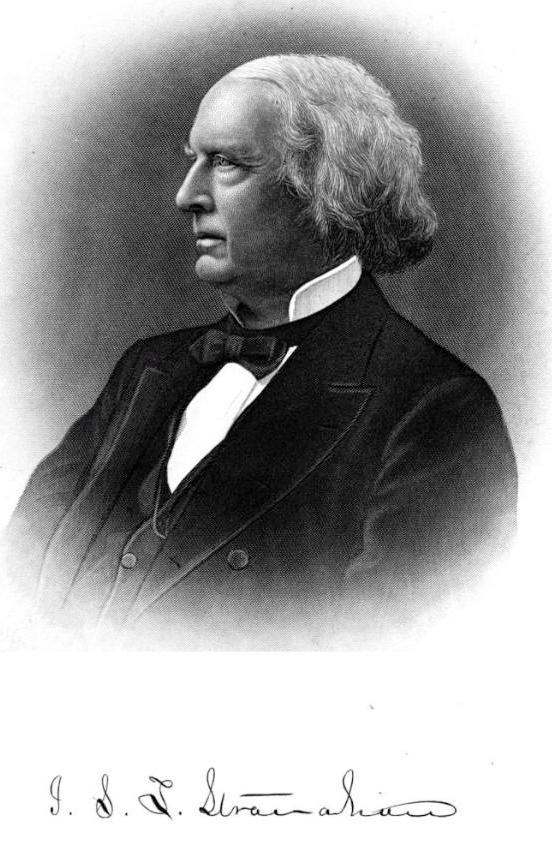
James S. T. Stranahan

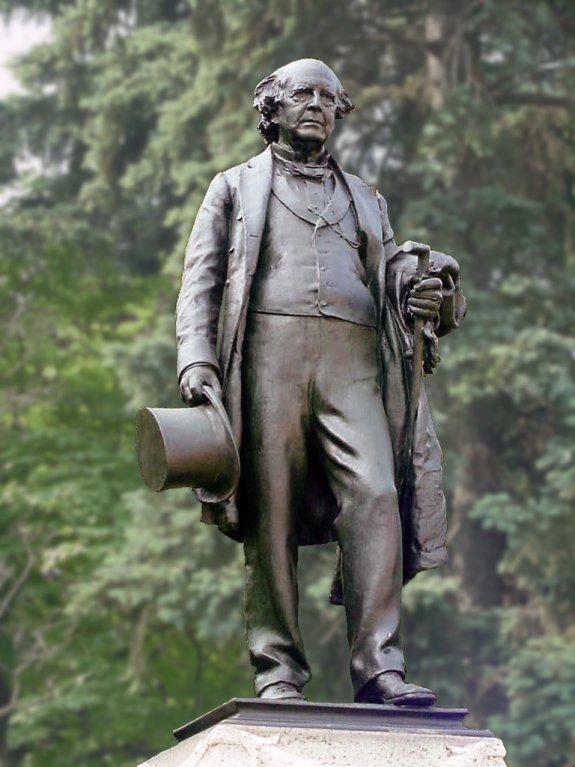
Statue von James S. T. Stranahan im Prospect Park (Brooklyn)

James Samuel Thomas Stranahan (* 25. April 1808 in Peterboro, New York; † 3. September 1898 in Saratoga Springs, New York) war ein US-amerikanischer Politiker. Zwischen 1855 und 1857 vertrat er den Bundesstaat New York im US-Repräsentantenhaus.

## Werdegang
James Samuel Thomas Stranahan, Sohn von Lynda Josselyn und Samuel Stranahan, wurde ungefähr vier Jahre vor dem Ausbruch des Britisch-Amerikanischen Krieges in Peterboro geboren. Er besuchte Gemeinschaftsschulen und das Cazenovia Seminary. 1832 gründete er die Town Florence im Oneida County. Er war im Bauholzgeschäft tätig und Postmeister von Florence. Dann saß er 1838 in der New York State Assembly. Zwei Jahre später zog er nach Newark. Dort war er im Eisenbahnbau tätig. 1845 zog er nach Brooklyn, wo er drei Jahre später zum Alderman gewählt wurde. Politisch gehörte er der Opposition Party an. Bei den Kongresswahlen des Jahres 1854 wurde Stranahan im zweiten Wahlbezirk von New York in das US-Repräsentantenhaus in Washington, D.C. gewählt, wo er am 4. März 1853 die Nachfolge von Thomas W. Cumming antrat. Er erlitt bei seiner Wiederwahlkandidatur im Jahr 1856 eine Niederlage und schied nach dem 3. März 1857 aus dem Kongress aus. Am 1. Januar 1857 wurde er in die Metropolitan Police Commission berufen. Er trat bei den Präsidentschaftswahlen von 1860 und 1888 als republikanischer Wahlmann (Presidential Elector) auf. Dann war er Präsident im Kuratorium des Prospect Park in Brooklyn und Schatzmeister der Brooklyn Bridge, die er am 28. Mai 1884 einweihte. Er verstarb am 3. September 1898 in seinem Sommerhaus in Saratoga Springs und wurde auf dem Green-Wood Cemetery in Brooklyn beigesetzt.
Stranahan war zweimal verheiratet, zwischen 1837 und 1866 mit Marrianne Fitch und danach mit Clara C. Harrison. Aus seiner ersten Ehe gingen zwei Kinder hervor, Fitch J. Stranahan und Mary Stranahan.